# Nguyễn Thị Liễu
Nguyễn Thị Liễu (sinh ngày 18 tháng 9 năm 1992) là một cầu thủ bóng đá nữ Việt Nam thi đấu ở vị trí tiền vệ cho câu lạc bộ Phong Phú Hà Nam và đội tuyển bóng đá nữ quốc gia Việt Nam.

## Bàn thắng quốc tế
| #   | Ngày                 | Địa điểm                                                       | Đối thủ   | Bàn thắng | Kết quả | Giải đấu                                |
| --- | -------------------- | -------------------------------------------------------------- | --------- | --------- | ------- | --------------------------------------- |
| 1.  | 20 tháng 10 năm 2011 | Sân vận động Chao Anouvong, Viêng Chăn, Lào                    | Indonesia | 1–0       | 14–0    | Giải vô địch bóng đá nữ Đông Nam Á 2011 |
| 2.  | 20 tháng 10 năm 2011 | Sân vận động Chao Anouvong, Viêng Chăn, Lào                    | Indonesia | ?–0       | 14–0    | Giải vô địch bóng đá nữ Đông Nam Á 2011 |
| 3.  | 22 tháng 5 năm 2013  | Sân vận động Quốc gia Bahrain, Riffa, Bahrain                  | Bahrain   | 5–0       | 8–0     | Vòng loại Cúp bóng đá nữ châu Á 2014    |
| 4.  | 26 tháng 9 năm 2014  | Sân vận động Goyang, Goyang, Hàn Quốc                          | Thái Lan  | 1–1       | 2–1     | Đại hội Thể thao châu Á 2014            |
| 5.  | 8 tháng 5 năm 2015   | Sân vận động Thống Nhất, Thành phố Hồ Chí Minh, Việt Nam       | Thái Lan  | 1–0       | 1–2     | Giải vô địch bóng đá nữ Đông Nam Á 2015 |
| 6.  | 26 tháng 7 năm 2016  | Sân vận động Mandalarthiri, Mandalay, Myanmar                  | Singapore | 2–0       | 14–0    | Giải vô địch bóng đá nữ Đông Nam Á 2016 |
| 7.  | 26 tháng 7 năm 2016  | Sân vận động Mandalarthiri, Mandalay, Myanmar                  | Singapore | 14–0      | 14–0    | Giải vô địch bóng đá nữ Đông Nam Á 2016 |
| 8.  | 5 tháng 4 năm 2017   | Trung tâm Đào tạo Bóng đá trẻ Việt Nam (VYF), Hà Nội, Việt Nam | Syria     | 1–0       | 11–0    | Vòng loại Cúp bóng đá nữ châu Á 2018    |
| 9.  | 5 tháng 4 năm 2017   | Trung tâm Đào tạo Bóng đá trẻ Việt Nam (VYF), Hà Nội, Việt Nam | Syria     | 8–0       | 11–0    | Vòng loại Cúp bóng đá nữ châu Á 2018    |
| 10. | 24 tháng 8 năm 2017  | Sân vận động UiTM, Shah Alam, Malaysia                         | Malaysia  | 2–0       | 6–0     | Đại hội Thể thao Đông Nam Á 2017        |
| 11. | 24 tháng 8 năm 2017  | Sân vận động UiTM, Shah Alam, Malaysia                         | Malaysia  | 6–0       | 6–0     | Đại hội Thể thao Đông Nam Á 2017        |
| 12. | 19 tháng 8 năm 2018  | Sân vận động Bumi Sriwijaya, Palembang, Indonesia              | Thái Lan  | 3–1       | 3–2     | Đại hội Thể thao châu Á 2018            |